# Vladimir Bobrinski

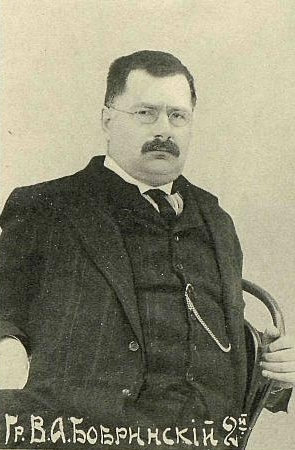
Vladimir Bobrinski

Vladimir Aleksejevitsj Bobrinski (Russisch: Граф Владимир Алексеевич Бобринский) (28 december 1867 - Parijs, 13 november 1927) was een Russisch politicus.

## Achtergrond
Graaf Vladimir Bobrinski stamde af van graaf Aleksej Grigorijevitsj Bobrinski (1762-1813), de buitenechtelijke zoon van tsarina Catharina de Grote en haar minnaar graaf Grigori Orlov (1734-1784). Vladimir Bobrinski was de zoon van graaf Aleksej Pavlovitsj Bobrinski (1826-1894), minister van Transport van Rusland aan het einde van de 19de eeuw.
Vladimir Bobrinski was voorzitter voor het leven van de Bogoroditsk Zemstvo (regionaal bestuur) en voor de nationalisten lid van de 2de, 3de en 4de Staatsdoema. Hij steunde de russificatie van de grensgebieden en de hervormingen van premier Pjotr Stolypin. Van 5 november 1916 tot 25 februari 1917 was hij vicevoorzitter van de Staatsdoema. Na de Oktoberrevolutie (1917) en de nationalisatie van de familiegoederen emigreerde hij naar Frankrijk.
Vladimir Bobrinski was vóór de Eerste Wereldoorlog voorzitter van de nationalistische Russische Volksunie en actief in het opwekken van Panslavistische gevoelens onder de Roethenen in Oostenrijk-Hongarije. Hij, en andere Panslavische nationalisten, bewogen een zekere groep Roethenen om hun loyaliteit jegens keizer Frans Jozef I van Oostenrijk in te trekken en tsaar Nicolaas II van Rusland te erkennen als vorst. Om deze reden werden in het voorjaar van 1913 enkele pro-Russische Roethenen veroordeeld. Graaf Bobrinski verscheen als getuige tijdens het proces dat in Mamoros Sziget (Hongarije) plaatsvond en getuigde in het voordeel van de Roethenen die naar zijn mening slechts van geloof waren veranderd (namelijk van het Geünieerde Katholieke naar het Russisch-Orthodoxe geloof).

## Trivia
- Vladimir Bobrinski was de laatste eigenaar van het landgoed Bogoroditsk.